# Róbert Matejov
Róbert Matejov (* 5. července 1988), v českých médiích uváděný i jako Róbert Matějov, je slovenský fotbalový záložník, od června 2022 hráč moravského klubu FC Zbrojovka Brno. Trenér Bohumil Páník jej využíval i v obraně.

## Klubová kariéra
Na Slovensku hrál v dresu MFK Dubnica. Na začátku roku 2011 odešel do českého druholigového klubu FK Varnsdorf. V prosinci 2011 byl na testech v FC Vysočina Jihlava.
V červnu 2012 posílil moravský klub FC Fastav Zlín, s nímž administrativně postoupil v sezóně 2014/15 do 1. české ligy. Se zlínským týmem vyhrál v sezóně 2016/17 český fotbalový pohár, ve finále 17. května 2017 na Andrově stadionu v Olomouci byl u vítězství Zlína 1:0 nad druholigovým SFC Opava.
V červnu 2017 přispěl k zisku další trofeje, premiérového Česko-slovenského Superpoháru (po zdolání Slovanu Bratislava).